# ژاویر دا پدرو
ژاویر دا پدرو (انگلیسی: Javier de Pedro؛ زادهٔ ۴ اوت ۱۹۷۳) یک بازیکن فوتبال اهل اسپانیا است.
وی همچنین در تیم ملی فوتبال اسپانیا بازی کرده‌است.